# Тодорчевич, Стево
Стево Тодорчевич (род. 9 февраля 1955 года) — канадско-французско-сербский математик, один из ведущих мировых логиков и мировых лидеров в области теории множеств и её приложений к чистой математике. Он возглавляет кафедру математики в Университете Торонто, и директор исследовательства в Национальном центре научных исследований (CNRS) в Париже.

## Ранние годы
Учился в гимназии в г. Панчево (Воеводина). Талант к математике он продемонстрировал в третьем и четвёртом годах учёбы в гимназии. Его учителем математики была Славка Митрович. После окончания гимназии поступил на факультет естественных наук Белградского университета, где изучал чистую математику. Как студент в колледже он посещал передовые математические классы проф. Джюро Курепа.
В 1978 году он поступил в аспирантуру. Курепа оценил кандидатскую диссертацию Тодорчевича достаточно хорошей, чтобы она была принята в качестве докторской диссертации. Все-таки Тодорчевич написал докторскую диссертацию в 1979 году, а Курепа был его ментором. В обращении, предшествующем защите докторской диссертации, Курепа подчеркнул, что он не смог найти внешних читателей докторской диссертации Тодорчевича, способных в полной мере понять и оценить работу Стево, в Югославии, и обратился к двум университетским профессорам из Англии. Курепа добавил, что талант Стево был чудо, и что Стево был самым талантливым из его 40 докторских студентов в прошлом.

## Карьера
Тодорчевич известен по Рэмси-теоретическим подходам к математическим задачам, методом сайд-состояния в форсинге, изобретении и развитии прогулок по ординалах и их характеристики, а также других исследований, которые связывают различные области математики.
Тодорчевич был Miller Research научным сотрудником в Беркли с 1983 до 1985 года.
В 1985/6 академическом году он был сотрудником Принстонского Institute for Advanced Study в США.
Он стал членом-корреспондентом Сербской академии наук и искусств в 1991 году и полным членом Академии в 2009 году.
В 2014 году Тодорчевич читал лекции Тарского.
В 2016 году — член Королевского общества Канады. В Королевском обществе Канады номинационной доразведки было написано:
«Доктор Тодорчевич был блестяще творческим и продуктивным математиком в течение почти сорока лет, и теперь он мировой лидер в области теории множеств и её приложений к чистой математике.»

## Менторская работа
Один из его докторских кандидатов, Ильяс Фарах, выиграл в 1997 году Саксову премию за его докторскую диссертацию. Фарах защитил диссертацию в июне 1997 года в Университете Торонто. Другой докторский кандидат Тодорчевича, Джастин Т. Мур, выиграл «Конкурс молодого учёного» приз в 2006 году, в Вене, Австрия. Конкурс был частью «Горизонты Правды» — празднования столетия рождения Гёделя.

## Награды
Тодорчевич получил в 2012 году CRM-Fields-PIMS prize, в 2013 году — приз Шенфильд, и двадцать седьмой ежегодный приз Гёделя Ассоциации символической логики в 2016 году.

## Избранные публикации

### Книги
- Todorčević, Stevo (1989), Partition problems in topology, Contemporary Mathematics, vol. 84, Providence, RI: American Mathematical Society, doi:10.1090/conm/084, ISBN 0-8218-5091-1, MR 0980949.
- Todorcevic, Stevo (1997), Topics in topology, Lecture Notes in Mathematics, vol. 1652, Berlin: Springer-Verlag, doi:10.1007/BFb0096295, ISBN 3-540-62611-5, MR 1442262
- Todorcevic, Stevo (2010), Introduction to Ramsey spaces, Annals of Mathematics Studies, vol. 174, Princeton, NJ: Princeton University Press, doi:10.1515/9781400835409, ISBN 978-0-691-14542-6, MR 2603812.

### Статьи
- Todorčević, Stevo (1987), Partitioning pairs of countable ordinals, Acta Mathematica, 159 (3–4): 261–294, doi:10.1007/BF02392561, MR 0908147.
- Todorcevic, Stevo (1998), Basis problems in combinatorial set theory, Proceedings of the International Congress of Mathematicians, Vol. II (Berlin, 1998), Documenta Mathematica (Extra Vol. II): 43–52, MR 1648055.